# 백일장 키드의 사랑
《백일장 키드의 사랑》은 2022년 12월 21일부터 2022년 12월 22일까지 방영된 JTBC 드라마페스타이다.

## 기획의도
원고지에 꿈을 써내려가던 열혈 문학 청춘들의 반짝이는 첫 사랑과 우정을 담은 레트로 하이틴 로맨스 드라마

## 제작진

### 제작사
- SLL

### 연출
- 김우현

### 극본
- 황연수

## 등장인물
- 이도혜 : 김담 역 - 과거. 잠적한 첫사랑을 찾아 백일장에 등판한 소녀
- 최경훈 : 한태영 역 - 과거. 돈 때문에 백일장 아이돌이 된 소년
- 이지원 : 오서정 역 - 과거. 문학 특기자를 준비하는 소설가 지망생
- 진호은 : 박형도 / 서강우 역 - 과거. 시인을 꿈꾸는 모두의 대나무 숲